# Џозеф Дувин
Џозеф Дувин, први барон Дувин (енгл. Joseph Duveen; Кингстон на Халу, 14. октобар 1869 — Лондон, 25. мај 1939) био је чувени британски трговац уметнинама. Био је син сефардског имигранта из Холандије, који је водио успешну трговачку фирму.
Џозеф Дувин се од 1886. до 1938. бавио продајом уметничких предета из британских колекција у САД. У том периоду уговорио је продају многих слика Белинија, Ботичелија, Ђота, Рафаела, Рембранта, Гејнзбороа, Ватоа, Веласкеза, Вермера, Тицијана и других уметника. Међу њговим америчким клијентима били су: Вилијам Рандолф Херст, Хенри Клеј Фрик, Џон Пирпант Морган, Џон Дејвидсон Рокфелер, Ендру Вилијам Мелон и други. Сматра се да је три четвртине дела старих мајстора у музејима САД прошло кроз његове руке.
Дувин се сматра за једног од најзначајнијих трговаца уметничким делима у историји. Његовим именом назване су сале у: Британском музеју, Тејт галерији, Националној галерији у Лондону, Националној галерији портрета у Лондону и на Лондонском универзитету.